# Filip Schmidt
Filip Schmidt (ur. 13 marca 1868 w Chełpowie, zm. 9 kwietnia 1932 w Gostyninie – ewangelicki duchowny i działacz lokalny. 

## Młodość
Urodził się w Chełpowie (obecnie część Płocka), uczył się w płockim gimnazjum, a w latach 1889 - 1893 studiował na Uniwersytecie Dorpackim teologię ewangelicką. W czasie studiów należał do studenckiego stowarzyszenia "Theologishe 
Verein". 

## Praca duszpasterska
Po ukończeniu studiów został wikarym w Łodzi (w parafii św. Jerzego), gdzie pracował dwa lata. W 1895 roku objął na krótko parafię w Sierpcu, a następnie, do 1899 roku był proboszczem w Michałkach-Rypinie. 25 czerwca 1899 roku, po śmierci poprzedniego proboszcza, objął parafię ewangelicko-augsburską w Gostyninie, gdzie pracował do 1931 roku. W 1921 roku został seniorem (superintendentem) diecezji płockiej i pozostawał nim do swej śmierci.

## Działalność oświatowa
Oprócz pracy duszpasterskiej, Filip Schmidt był zaangażowany w życie miejscowej społeczności. Od 1908 roku starał się o założenie w Gostyninie gimnazjum. W tej sprawie dwukrotnie wyjeżdżał do Petersburga. Dzięki jego staraniom, gimnazjum męskie otwarto w 1911 roku, a w 1913 roku powstało gimnazjum żeńskie. Otwarcie gimnazjów było ważne również ze względów ekonomicznych, gdyż miasto podupadało po wyjeździe wojsk rosyjskich (w 1908 roku).
W 1914 roku po wybuchu I wojny światowej, Filip Schmidt został aresztowany przez władze rosyjskie i spędził 9 miesięcy w Warszawie. Po powrocie do Gostynina podjął starania o otwarcie szkół. W 1915 rozpoczęło działalność Gimnazjum  Filologiczne  Męskie (8 klasowe), a w styczniu 1916 otwarto gimnazjum żeńskie. Pastor Schmidt był dyrektorem obu szkół do 1 września 1917, a następnie pozostał nauczycielem języka niemieckiego, łaciny i religii ewangelickiej. Jako nauczyciel pracował do 1928 roku.

## Działalność społeczna
Poza działalnością proboszcza i nauczyciela, Filip Schmidt był członkiem gostynińskiej Rady Miejskiej, Powiatowej Rady Szkolnej i przewodniczącym Sądu Pokoju.
W ostatnich latach jego życia, gdy wśród ludności niemieckiej pojawiły się nastroje pro-hitlerowskie, zadeklarował się jako zdecydowany patriota polski. Prowadził po polsku msze dla polskich wiernych i zabraniał używania pomieszczeń kościelnych przez organizacje nacjonalistyczne. 

## Uhonorowanie
W 1924 roku został Honorowym Obywatelem Gostynina. W 1932 roku odznaczony został Złotym Krzyżem Zasługi za działalność na polu oświaty, pracy społecznej i samorządowej.
Zmarł z powodu przewlekłej choroby wątroby. Pochowany został na cmentarzu ewangelickim w Gostyninie. W 1947 roku zwłoki Filipa Schmidta i jego żony zostały ekshumowane i pochowane na  cmentarzu ewangelicko-augsburskim  w Warszawie.